# Celatoblatta tryoni
Celatoblatta tryoni är en kackerlacksart som först beskrevs av Shaw 1925.  Celatoblatta tryoni ingår i släktet Celatoblatta och familjen storkackerlackor. Inga underarter finns listade i Catalogue of Life.